# Elasmostethus atricornis
Elasmostethus atricornis – gatunek pluskwiaka z podrzędu różnoskrzydłych i rodziny puklicowatych.

## Zasięg występowania
Gatunek ten występuje we wschodniej części USA i Kanady, sięgając na zachód po prowincję Ontario oraz stany Minnesota i Illinois.

## Budowa ciała
Osiąga 9 - 10 mm długości.

## Biologia i ekologia
Imago spotykane są od lipca do września. 
Rośliną żywicielską jest Aralia racemosa z rodziny araliowatych.